# Američki bizon
Američki bizon (lat. Bison bison) američka je vrsta bizona koja je nekoć obitavala u Sjevernoj Americi u ogromnim krdima, a danas u puno manjem broju. 
Njegov povijesni raspon, do 9000. godine prije Krista, opisan je kao veliki bizonski pojas, područje bogato travnjacima, koje se protezalo od Aljaske do Meksičkog zaljeva, istočno do atlantske obale sve do sjevera New Yorka i južno do Georgije, a prema nekim izvorima, južnije do Floride, s jedinkama viđenima u Sjevernoj Karolini u blizini Buffalo Forda na rijeci Catawba sve do 1750. Gotovo je izumro kombinacijom komercijalnog lova i pokolja u 19. stoljeću te unosom goveđih bolesti od domaćega goveda. S populacijom većom od 60 milijuna u kasnom 18. stoljeću, vrsta se do 1889. smanjila na samo 541 životinju. Napori za oporavak prošireni su sredinom 20. stoljeća, s ponovnim porastom na oko 31.000 divljih bizona danas, uglavnom ograničenih u nekoliko nacionalnih parkova i rezervata. Višestrukim ponovnim uvođenjem sada također slobodno luta u divljini u nekim regijama SAD-a, Kanade i Meksika, a također je uveden u Jakutiju u Rusiji. 
Opisane su dvije podvrste ili ekotipovi: ravničarski bizon (B. b. bison), manje veličine i sa zaobljenijom grbom, te šumski bizon (B. b. athabascae) – veći i viši s kvadratičnom grbom. Šumski bizon jedna je od najvećih divljih vrsta postojećih šupljorožaca na svijetu, koju je nadmašio samo azijski gaur. Među postojećim kopnenim životinjama u Sjevernoj Americi, bizon je najteži i najduži, a drugi po visini nakon losa.
Protežući se tisućljećima, indijanska plemena imala su kulturne i duhovne veze s američkim bizonima. Nacionalni je sisavac Sjedinjenih Američkih Država.

## Galerija
- Mužjak i ženka
- Kostur američkoga bizona
- Mladunče
- George Catlin: Lov na bizone